# کلسیم استئارات
کلسیم استئارات (به انگلیسی: Calcium stearate) یک ترکیب شیمیایی با شناسه پاب‌کم ۱۵۳۲۴ است. شکل ظاهری این ترکیب، پودر سفید رنگ است.
ماهیت: استئارات کلسیم، صابون فلزی اسید استئاریک است که از جایگزینی یون کلسیم با یون هیدروژن اسید به وجود می‌آید. این ماده به صورتهای مختلف از جمله گرانول و پودر میکرونیزه سفید رنگ وجود دارد.استئارات کلسیم کربوکسیلات کلسیم می‌باشد  که در بعضی از روان سازها و مواد فعال در سطح یافت می‌شود و به صورت یک پودر سفید مومی می‌باشد .

#### صنایع مرتبط
پلاستیک
لاستیک
کامپاندهای پلیمری
گرانول پی وی سی
شیمی ساختمان

#### کاربردها
در تولید پی وی سی (pvc) به عنوان روان‌کننده به کار می‌رود و همچنین جزئی از فرمولاسیون پایدارکنندهای حرارتی دوستدار محیط زیست-جایگزین پایدارکننده‌های سمی پایه سرب-در آمیزه‌های پی وی سی است. استئارات کلسیم عامل روان‌کننده در تولید پی وی سی و پلیمر ای بی اس است.
به عنوان عامل روان‌کننده، کمک فرایند و رباینده اسید در آمیزه سازی بسیاری از پلیمرها مانند پلی الفین‌ها، پلی استایرن و… است.
در صنعت بتن از استئارات کلسیم KSC3020 برای کنترل شوره زدگی مواد سیمانی بکار رفته در تولید محصولات بتنی مانند سنگفرش و بلوک و نیز مقاوم کردن در مقابل آب، استفاده می‌شود.
در صنعت کاغذ سازی، استئارات کلسیم KSC3016 به عنوان روان‌ساز که براقی خوبی را فراهم آورده و از گردگرفتگی و ترک خوردگی در ساخت کاغذ و مقوا جلوگیری می‌کند، بکار گرفته می‌شود و در رنگ عامل ماتی و یکنواختی رنگ را به همراه دارد.
در مستربچ،کامپاند و پلیمرها (پلاستیک) استئارات کلسیم FSC3014 می‌تواند به عنوان رباینده یا خنثی‌کننده اسید در کنسانتره‌های بالای ppm 1000، و یک روان‌ساز و یا یک عامل آزادکننده عمل نماید. استئارات کلسیم هم چنین در کنسانتره‌های پلاستیک رنگی بکار گرفته می‌شود تا خشک شدن پیگمنت را بهبود بخشد. در پی وی سی‌های سخت می‌تواند ذوب را تسریع نموده، سیلان را بهبود بخشیده و آماس (تورم) را کاهش دهد. همچنین با کاهش ویسکوزیته مذاب به اختلاط افزودنی‌ها در پلیمرها کمک می‌کند.
استئارات کلسیم یک ماده پودری شکل سفید غیر سمی است. استئارات کلسیم نمک کلسیم حاصل از اسید استئاریک بوده و به‌طور وسیعی در لوازم آرایشی، پلاستیک و داروسازی استفاده می‌شود. این نمک به عنوان نرم کننده، تثبیت‌کننده و یک ماده فعال در سطح بکار می‌رود و ماده ای است که اداره دارو و غذای آمریکا (FDA)  در شکل کلی آن را به عنوان یک افزودنی خوراکی ایمن تشخیص داده است.
صابون کلسیم خنثی است که در شرایط کنترل شده از اسید استئاریک با کیفیت بالا ساخته شده و محصول نهایی بسیار یکنواخت است. این محصول در بیشتر حلال‌ها حل نمی‌شود و در صورتیکه به آن حرارت دهیم به مقدار خیلی کم در ترکیبات آروماتیک، هیدرو کربن‌های کلرینه یا روغن‌های معدنی و گیاهی و واکس‌ها حل می‌شود.
بر خلاف صابون هائی که شامل سدیم و پتاسیم هستند، استئارات کلسیم قابل حل در آب نبوده و به خوبی کف نمی‌کند.